# Edmond Leburton
Edmond Leburton (Waremme, 18 aprile 1915 – Waremme, 15 giugno 1997) è stato un politico belga.
È stato Primo ministro del Belgio dal 26 gennaio 1973 al 25 aprile 1974.

## Biografia
Nel 1946 divenne membro socialista della Camera dei Rappresentanti per Huy-Waremme. È stato Ministro della Sanità e della Famiglia dal 1954 al 1958, Ministro della previdenza sociale dal 1961 al 1965 e Vice-Ministro-Presidente incaricato del coordinamento della politica delle infrastrutture dal 1965 al 1966. 
Dopo la morte di Joseph Merlot nel 1969, gli succedette come ministro degli affari economici.

## Percorso
Edmond Leburton fu presente al Congresso nazionale vallone nel 1945 e si schierò dalla parte dei sostenitori del federalismo nel Congresso socialista vallone del 1959 e il suo sostegno al movimento vallone divenne discreto e diviene un avversario del movimento popolare vallone e del federalismo.
Edmond Leburton fu nominato ministro di Stato nel 1971. Edmond Leburton si dimise da ministro quando fu eletto presidente del Partito socialista belga (1971-1973).
Il 26 gennaio 1973 Edmond Leburton fu chiamato come primo ministro dopo la caduta del governo Eyskens-Cools causata dalla crisi di Fourons. Il suo governo tripartito (PSB-PSC-CVP-PVV-PLP) aveva 22 ministri e 14 segretari di Stato. 
È stato soprannominato dalla stampa « les trente-six chandelles. »
La sua ambizione per finalizzare la riforma costituzionale (aree di formazione), non ebbe successo, perché la sua azione venne ostacolata dallo sciopero portuale di Gand e Anversa, degli studenti, l'opposizione alla riforma dell'esercito le manifestazioni contro il patto di riforma della scuola, l'aborto, la crisi petrolifera, il caso RTT (un segretario di stato del PS si dovette dimettere) e, infine, il caso Ibramco. Questo fu decisivo nella caduta del governo: una società belga-iraniana intendeva stabilire una raffineria nella regione di Liegi, ma alla fine abbandonò il progetto dopo la procrastinazione del governo (a causa del contrasto tra il PS e il CVP).
Inoltre, Leburton è stato fortemente criticato da alcuni fiamminghi per la sua mancanza di conoscenza dell'olandese.
Il 25 aprile 1974 lasciò la carica di primo ministro. Edmond Leburton è stato l'ultimo vallone ad esercitare il mandato di primo ministro ed è stato l'unico primo ministro vallone socialista, fino all'occupazione della carica da parte di Elio Di Rupo nel 2011.
Il 7 giugno 1977 è stato eletto Presidente della Camera dei rappresentanti, carica che mantenne fino al 1981.
Morì il 15 giugno 1977 all'età di 82 anni. Fu sepolto a Waremme.

## Onorificenze
- Ministro di Stato: da Decreto Reale